# Ves
Ves (dansk) eller Wees (tysk) er en landsby og kommune beliggende øst for Flensborg og syd for Lyksborg i det nordlige Angel i Sydslesvig. Administrativt hører kommunen under Slesvig-Flensborg kreds i den tyske delstat Slesvig-Holsten.

## Geografi
Kommunen har cirka 2200 indbyggere og samarbejder med andre kommuner på administrativt plan i Langballe kommunefællesskab (Amt Langballig). Til kommunen hører også Bøllemose (Büllemoos), Himmershøj (Himmershoi), Oksbøl (Oxbüll), Rubølled (Rubelei), Rosgård (Rosgaard), Rødehus (Rothenhaus, beliggende ved Silkevad), Ulstrup, en del af Ulstrupmark (Ulstrupfeld, den største del af Ulstrupmark hører til Lyksborg) og skovområdet Vesris (Weesries) med højmosen Bliksmose (Blixmoor). Rubølled henviser til den forsvundne landsby Rubøl (Rubüll). Stednavne som Bøllemose eller Svedenmose minder om de mange (tidligere) moseområder omkring byen. I øst grænser Ves mod Flensborg-bydelen Kavslund.
I kirkelig henseende hører Ves under Munkbrarup Sogn. Sognet lå i Munkbrarup Herred, tidligere Husby Herred, (Flensborg Amt), da Slesvig var dansk indtil 1864.

## Historie
Landsbyens navn stammer sandsynligvis fra vikingetiden. Stednavnet er afledt af oldnordisk veisa og olddansk vesa for et sumpet sted. Det henviser dermed til landsbyens beliggenhed i et lavtliggende område. Landsbyen er sandsynligvis første gang kommet på skrift i 1483. På ældre dansk findes også formen Vese. I området omkring byen fandtes tidligere flere moser såsom Bøllemose (Büllemoos), Nedermose eller Præstemose (Neddermoor), Marem Mose (Marrensmoor el. Kere Maren Moose), Svedenmose (Schweinemoor), Tornbjergmose (Tornbergmoor) og Bliksmose (Blicksmoor el. Blixmoor).
Stordyssen fra yngre stenalder lå oprindelig syd for Himmershøj, men blev ødelagt i 1889. I 1582 bestod Ves af to hytter og seks mindre gårde. I 1685 eksisterede der en gård mere. I dag er de nævnte gårde kun delvis erkendelig. I nutiden er Ves næsten vokset sammen med Flensborg og regnes som en forstad.

## Erherv
Kommunens erhvervsstruktur er ikke ens. Den har landbrugsprægede bydele (10 landbrug) og boligområder, hvor beboerne overvejende arbejder i Flensborg. Mange firmaer har etableret sig i erhvervsområdet Birkland. Siden 2011 er området udvidet i retning mod landevejen 199 (erhvervsområde Birklück). I kommunen er der en folkeskole (Grundschule), de videregående skoler befinder sig i Flensborg. Indkøbscenteret i Ves har 2 supermarkeder, 2 bagere, slagter, apotek, optiker, gardinforretning og en dyrehandel. Der er endvidere i kommunen en børnehave med vuggestue, frisør, fysioterapeut, tandlæge, 2 læger, 2 dyrlæger og en restaurant.
Af foreninger er der blandt andre et frivilligt brandværn, tennisklub, Slesvigske Kvindeforening og Sydslesvigsk Forening.
- Kommunens beliggenhed i Slesvig-Flensborg kreds
- Ves
- Et landbrug i Oksbøl
- Skovområdet Vesris